# Кала (Азербайджан)
Кала́ (также Гала азерб. Qala) — посёлок городского типа (пгт), находящийся в административном подчинении Хазарского района города Баку, столицы Азербайджана. Расположен в 8 км от одноимённой железнодорожной станции.

## География
Кала расположена в восточной части Апшеронского полуострова. На западе он соседствует с посёлком Бина, на юге — с посёлком Тюркан. К северу от него расположен посёлок Шувелян, а к востоку — Дюбенди.

## Название
Кала по-азербайджански — крепость. В дореволюционной литературе чаще приводилось два названия этого населённого пункта — Кала́ (Кала-Карья́).
В «Описании Ширвана», составленном в 1796 году оберквартирмейстром И. Т. Дренякиным, среди апшеронских деревень упоминается деревня Надир Кала. В Географическо-статистическом словаре Российской империи приведено «Кал-а́» и «Кала».

## История
Кала являлось одним из селений Бакинского ханства, которое в 1806 года стало частью Российской империи. По состоянию на 1813 год Кала управлялось Мамед Ширин-беком и платило в казну годовой подати ханскими абазами 323 рубль и 40 копеек.
В 1846 году была образована Шемахинская губерния и Кала относилась к Маштагинскому участку данной губернии. После разрушительного шемахинского землетрясения в 1859 году, губернские учреждения были переведены в Баку, а губерния переименована в Бакинскую.
В 1870-х годах казённая деревня Кала числилась среди населённых пунктов Бакинского уезда одноимённой губернии с указанием, что она расположена в урочище Бина. В середине 1880-х годов Кала (Кала-Карья) составляет отдельное Калинское сельское общество Маштагинского участка данного уезда.
Статус посёлка городского типа с 1936 года. В годы Советского Азербайджана в посёлке размещались заводы нефтепромыслового оборудования, электроремонтный и ремонтно-механический.
В 1932 году был образован Азизбековский район города Баку, а в 1936 году — Калинский поселковый Совет. По состоянию на 1 января 1961 года данный поселковый Совет состоял из пгт Кала и ещё трёх посёлков (новый Деловой двор, старый Деловой двор и посёлка при нефтепромысловом управлении Азизбековнефть), а на 1 января 1977 года — из пгт Кала и двух посёлков (Кала-II и Хандан).

## Население
Кала делилась на махалля (кварталы): Шыхлар Кала диби, Гаджи Рамазан (мейданы), Татлар, Терекеме (терекеменцы занимавшиеся преимущественно животноводством составляли 35-40% населения села и говорили по тюркски), Сулейманы. Современное разделение посёлка (1992): Старая Кала, Вторая Кала (станция), Хандан. 

### XIX век
В дореволюционной литературе жители Калы чаще фиксировались как «татары» (азербайджанцы) и реже как таты.
По ведомости, датированной 30 апреля 1813 года (по старому стилю), Кала населяли 332 человека. Согласно «Кавказскому календарю» на 1856 год Калу (название на алфавите местного языка ﻗﻠﻌﻪ) населяли «татары»-шииты (азербайджанцы-шииты), которые между собой говорили по-«татарски» (по-азербайджански).
Численность населения Кала по Географическо-статистическому словарю Российской империи (1865) — 1,822 жителя и 316 дворов. По данным же списков населённых мест Бакинской губернии от 1870 года, составленных по сведения камерального описания губернии с 1859 по 1864 год, здесь имелось 424 двора и 2,080 жителей, состоящих из «татар»-шиитов (азербайджанцев-шиитов).
Согласно сведениям 1873 года, опубликованным в изданном в 1879 году под редакцией Н. К. Зейдлица «Сборнике сведений о Кавказе», численность населения деревни увеличилась и составляла 2,321 жителя (456 дворов), также «татар»-шиитов (азербайджанцев-шиитов).
Материалы посемейных списков на 1886 год показывают в Кала (Кала-Карья) 2,510 жителей (555 дымов), из которых 2,119 татов (1181 мужчина и 938 женщин, всего 464 дыма) и 391 «татарина» (209 мужчин и 182 женщины, всего 91 дым), под которыми следует понимать азербайджанцев. В тех же материалах указано, что все жители (как таты, так и азербайджанцы) мусульмане-шииты, а по сословиям среди жителей Калы было 2,491 крестьянин на казённой земле (552 дыма) и 19 беков.
По результатам переписи 1897 года в Кала-Кария (так в тексте) проживало 2,393 человека и все мусульмане.

### XX век
В одной из статистических ведомостей, приложенной к Обзору Бакинской губернии за 1902 года и показывающей национальный состав коренного населения населённых пунктов Бакинской губернии на 1 января 1903 года, по Кала указаны 545 дымов и 2,275 жителя, «татар» (азербайджанцев) по национальности.
Согласно сведениям «Кавказского календаря» на 1904 год, опирающихся на данные статистических комитетов Кавказского края, в Кала (Кала-Карья) было 2,223 жителя, в основном татов. По материалам очередного «Кавказский календарь» на 1910 год, в Кала за 1908 год проживало 3,014 человек, но теперь указанных как «татары» (азербайджанцы).
Согласно результатам Азербайджанской сельскохозяйственной переписи 1921 года Калу Бакинского уезда Азербайджанской ССР населяли 2,800 человек и преимущественно азербайджанские тюрки (азербайджанцы), а население состояло из 1,446 мужчин (из них 82 грамотных) и 1,354 женщин, при этом 29 человек отсутствовало.
Перепись населения СССР 1959 года показала в Кала 2,694 жителя. Следующая перепись 1970 года зафиксировало снижение численности населения посёлка до 2,307 человек. По переписи 1979 года численность населения посёлка составляла 2,233 жителей. Очередная и последняя общесоюзная перепись 1989 года на этот раз показала увеличение численности населения Калы, которая составила 2,727 человек.

## Язык
В Кала разговаривают на азербайджанском языке, причём издавна. Ещё в «Кавказском календаре» на 1856 год было сказано, что жители между собой говорили по-«татарски» (по-азербайджански). Однако в начале XX века здесь мог употребляться и татский язык. Советскому иранисту Б. В. Миллеру, обследовавшему татов в 1928 году, балаханцы рассказывали, что татский говор сураханцев ближе к говорам таких сёл, как Кала. 
Терекеме говорили по тюркски.
В начале 1990-х годов сообщалось, что в быту пожилые жители Кала всё ещё использовали татский язык.

## Видные уроженцы
- Алмас Илдырым — азербайджанский поэт-эмигрант, классик азербайджанской литературы[27].

## Экономика
Русский финансист и экономист Ю. А. Гагейместер, в одном из своих сочинений (1850), писал, что в Кала в немалых количествах добывалась «хлопчатая бумага, разводимая для собственного обихода по многим местам». Кала относилась к одним из центров татского ковроделия в районе Апшеронского полуострова.

## Транспорт

### Военный аэродром
В 5 км юго-восточнее посёлка расположен одноимённый военный аэродром.

### Железнодорожный транспорт
1 января 1924 года Бакинский комитет АКП(б) принял решение о проведении в Кала промысловой узкоколейной железной дороги, по которой рабочие, мастеровые, оборудование и т. д. подвозились к месту работы.
Впервые в Советском Союзе, железнодорожная линия была электрифицирована а 1926 году в Азербайджане (линия Баку — Сабунчи — Сураханы). За этим последовала дальнейшая электрификация железнодорожной магистрали Азербайджана. В 1948 году в эксплуатацию был введён электрифицированный участок железной дороги Сураханы — Кала, протяжённостью 13,6 км, а в следующем году — электрифицированные участки Кала — Бузовны (13,8 км) и Кала — остров Артёма (30,20 км).

### Автомобильное сообщение
В июле 2013 года была открыта дорога, пролегающая от Кала до 13-го км автомагистрали Зыхский круг — Международный аэропорт Гейдар Алиев, а 23 апреля 2019 года — автомобильная дорога Мардакян — Кала.